# AppleShare
AppleShare war ein Produkt von Apple, das es Clientanwendungen eines Computers in einem Netz erlaubt, mit einem Server Dateien auszutauschen und von diesem angebotene Dienste zu nutzen. AppleShare kann im LAN über DDP verwendet werden, TCP/IP war mit dem Nachfolger AppleShare IP möglich. Mit AppleShare kann ein Nutzer auf Dateien, Anwendungen, Drucker und andere Ressourcen auf einem entfernten Server zugreifen.
Alle Macintosh- und Mac-OS-Klone verfügen über Client-Unterstützung für AppleShare. Eine stark abgespeckte Version findet sich ab System 7.0 in Form des Personal File Sharing, das deutlich langsamer arbeitet als AppleShare und auch maximal 10 gleichzeitige Verbindungen erlaubt. Microsoft Windows NT Server und Novell NetWare bieten beide AppleShare-Server-Unterstützung, wenn auch zurzeit nur über AppleTalk. Client/Server-Unterstützung für AppleShare von anderen Anbietern gibt es für Windows for Workgroups, Windows 95 und Windows NT, sowie für Unix-Systeme.
Ein Client oder Server kann verschiedene AppleShare-Protokollvarianten implementieren. Das tatsächlich verwendete Protokoll wird vor einer Sitzung verhandelt.
Nach der Veröffentlichung von Mac OS X Server, das über die Funktionalität von AppleShare hinausgeht, wurde die Weiterentwicklung von AppleShare eingestellt.